# Miou-Miou

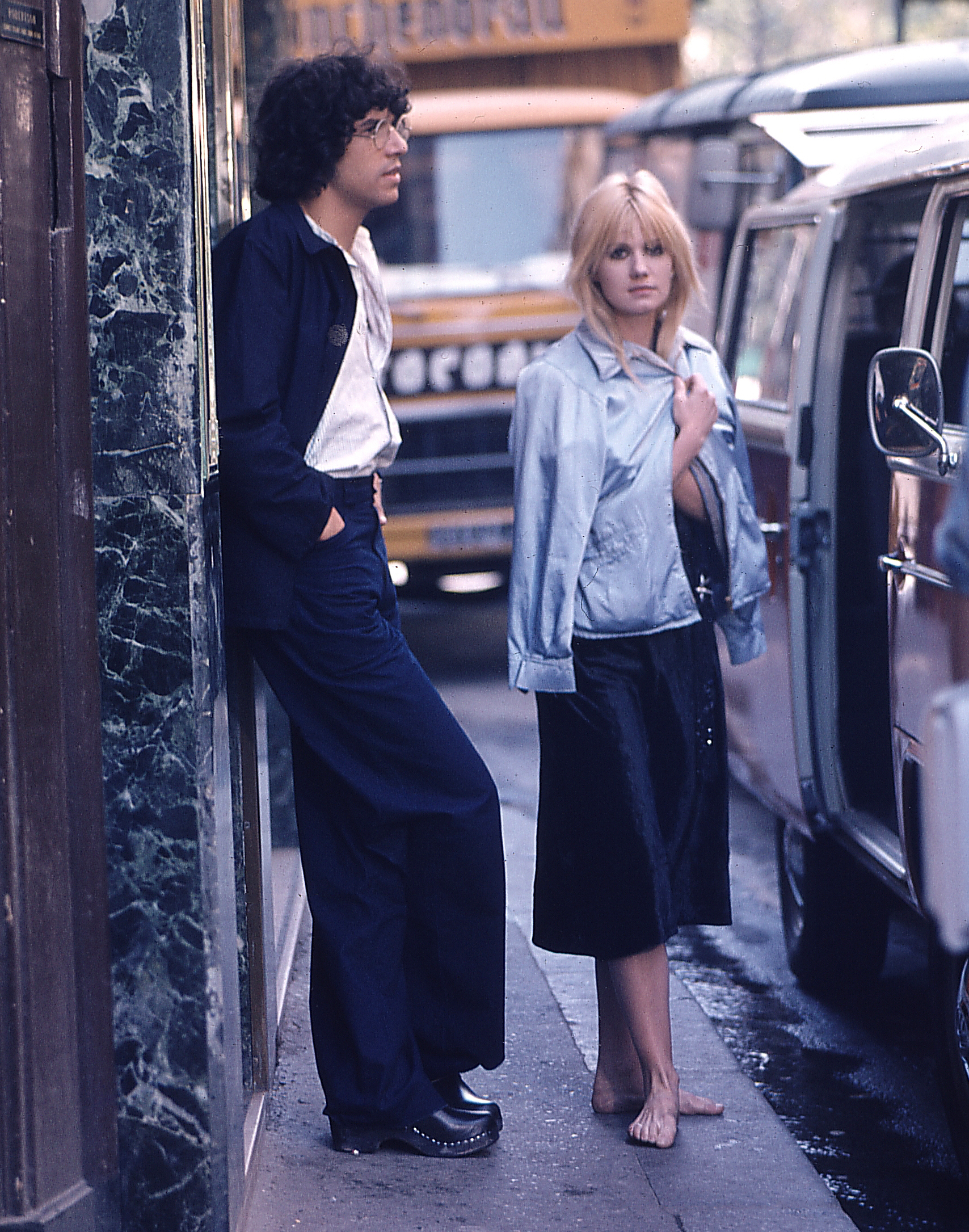
Miou-Miou och Julien Clerc vid inspelningen av D'Amour et d'eau fraîche 1975.

Sylvette Herry, mer känd som Miou-Miou, född 22 februari 1950 i Paris, är en fransk skådespelare.
Artistnamnet Miou-Miou, som refererar till en katts jamande, gavs till henne av komikern och skådespelaren Coluche. Efter avslutade studier arbetade hon på en improvisationsteater med Coluche och Patrick Dewaere och hjälpte dem att grunda komediteatern Café de la Gare. Miou-Miou filmdebuterade 1971 i La vie sentimentale de Georges Le Tueur och La Cavale. Hon har arbetat med filmskapare som Michel Gondry, Bertrand Blier, Claude Berri, Patrice Leconte, Joseph Losey och Louis Malle.
1980 tilldelades hon ett César-pris i kategorin Bästa kvinnliga huvudroll för sin insats i Utbrytningen. Hon har nominerats till priset ytterligare nio gånger.
Miou-Miou har två barn: en son tillsammans med skådespelaren Patrick Dewaere och en dotter tillsammans med sångaren Julien Clerc.

## Filmografi i urval
- 1971 – La vie sentimentale de Georges Le Tueur
- 1971 – La Cavale
- 1973 – Bråkmakarna
- 1973 – Kvinnan i snön
- 1973 – Fan ta' bofinken
- 1974 – Flörtkulorna
- 1975 – Ett geni, två polare och en höna
- 1975 – Killen är kall - annars inga problem
- 1976 – Intet nytt under kjolen
- 1976 – Triumfmarschen
- 1976 – Jonas - som blir 25 år 2000
- 1977 – Du är den enda
- 1979 – Polisinspektören
- 1979 – Utbrytningen
- 1979 – L'ingorgo
- 1983 – Franska väninnor
- 1983 – Jakt utan nåd
- 1983 – En karl för mycket
- 1986 – Tjuvar och älskare
- 1988 – Franska stunder
- 1989 – Några dagar i maj
- 1992 – Oss människor emellan
- 1993 – Tango
- 1993 – Germinal
- 1994 – En indian i stan
- 1996 – Den åttonde dagen
- 1997 – Kemtvätten
- 2006 – The Science of Sleep
- 2009 – Konserten